# 編曲
編曲（へんきょく、英語: arrangement）とは、オリジナルの楽曲を別の編成のために作り変えることである。別のジャンルに作り変えることも編曲として認められる。

## 狭義の編曲
クラシックにおいては、作曲者が同時に編曲（オーケストレーションなど）を行うことがほとんどである。商用音楽では作曲者と編曲者が別の場合が多い。演奏形態の変更のために行うことをのみ編曲と言うのはクラシックの場合である。したがって、商用音楽では作曲と編曲が同一人物である場合も「作曲・編曲」という表記でその旨を明示する場合が多い（クラシックでは同一人であることが前提なので「作曲」としか記されない）。旋律に和声とリズムを施し演奏することを可能な状態にすることでも編曲とみなされることがポピュラー音楽業界では当たり前であった。

## 編曲の目的
編曲は目的によって大きく分類することができる。
- 原曲の指定と異なる楽器編成で演奏するため。
- 原曲と異なるジャンルやスタイルで演奏するため。
- 演奏者が独自色を出すため、また他の必要からの大まかな修正（ヘッドアレンジ）。
- 未完成の原曲を完成させるため。

## 編曲の著作権法上の地位
楽曲を編曲する権利（翻案権）は著作者（作詞家・作曲家）が専有しており（著作権法27条）、著作者は自身の意に反する改変を禁じる権利（同一性保持権）を有する（著作権法20条）。そのため、編曲を行う際には著作者の許諾が必要であり、無断で楽曲を編曲したり、著作者の意に反する改変を加えた場合には著作権侵害となる。
編曲された楽曲（二次的著作物）の編曲に関しては、編曲家にも著作権が認められるが、楽曲の著作者である作詞家・作曲家にも当該編曲に関する著作権が発生する（著作権法28条）。そのため、編曲された楽曲を営利目的で利用する際には、原曲の著作者との間に許諾、契約が必要であり、無断で楽曲を利用した場合には著作権侵害となる。